# Мазарис
«Мазарис» (греч. Ἐπιδημία Μάζαρι ἐν ᾌδου) — византийская прозаическая сатира XV века. Подзаголовок «разговор мёртвых» (διάλογος νεκρικός) отсылает к Лукиану.

## Авторство
Повествование ведётся от лица Мазариса, секретаря Морейского деспота Феодора II Палеолога. Возможно, он же является автором. С таким именем известны двое литераторов:
- гимнограф Мануил Мазарис, служивший протонотарием в Фессалониках
- монах Максим Мазарис, автор одного грамматического текста

## Содержание
Произведение состоит из трёх частей:
1. путешествие Мазариса в загробное царство
2. сон Мазариса
3. три письма в литературной эпистолярной традиции

Общий тон повествования, и особенно конец его, чрезвычайно пессимистичен. Рассказчик наблюдает и передает в своем сочинении картину морального разложения, политических распрей, царящих при дворе, продажность судей.

## Издания
- Византийский сатирический диалог. М.: Наука, 1986 (Литературные памятники)